# Sírachovec
Kniha Sírachovcova, zkráceně, ale nepřesně Sírachovec, je jednou z deuterokanonických knih Starého zákona, v Českém ekumenickém překladu označován zkratkou „Sír“. Původní hebrejský text, známý z Káhirských zlomků, nesl název Moudrost Ješuy, syna Eleazara, syna Sírachova. Alternativní latinský název, Ecclesiasticus, doložený ve 3. století církevním otcem Cypriánem, označuje knihu používanou ve shromáždění (Ecclesia) – zvláště byla určena pro výuku katechumenů, přičemž termín Ecclesiasticus byl používán církví pro označení knih, které nepatřily mezi knihy palestinského kánonu.

## Autor, doba, text
Původním jazykem knihy byla hebrejština, což svědčí o faktu, že autor musel pocházet z kruhu učenců. Kniha Sírachova vznikla v době, kdy hebrejštinu již nahradila aramejština. V těch dobách se hebrejština používala již jen jako bohoslužebný jazyk. Autorem byl Ješua ben Eleazar ben Sirach („potomek Sírachův“ nebo „syn Sírachův“, odtud „Sírachovec“; samotný Ben Sirach je v židovské literatuře ztotožňován se synem proroka Jeremjáše), vzdělaný Žid žijící v Jeruzalémě a Alexandrii na přelomu 3. a 2. století př. n. l. Byl to velmi vážený učitel a písař (hebrejsky „sofer“) ale i soudce, který se dostal do styku s mnoha jinými kulturami, především s řeckou, a snažil se zachovat židovské myšlení, tradici a víru v nových kulturních podmínkách, pod stále sílícím tlakem helénistické kultury, což se přímo odráží v textu knihy. Kniha byla Jošuovým vnukem (který nesl jeho jméno) přeložena do řečtiny a publikována někdy po roce 117 př. n. l. a v tomto překladu se dochovala. Hebrejský text byl po celá staletí ztracen. Mezi lety 1896 a 1900 byly nalezeny 4 hebrejské rukopisy z 10. až 12. století v káhirské genize (rukopisy s verzemi A, B, C, D), v Ezdrášově synagoze. V roce 1931 byly nalezeny další rukopisy s verzí E a v roce 1958 a v roce 1960 další rukopisy B a C. Zlomek rukopisu F byl nalezen v roce 1982. Zlomky byly nalezeny i v Kumránu a Masadě.
Řecký text se dochoval ve dvou málo odlišných verzích. Především tak jak jej známe ze Septuaginty (řecký překlad). Další verzi textu známe z Vulgaty (starolatinský překlad).

## Obsah
Kniha Sírachovcova působí dojmem školských skript nebo poznámek k výuce. Jedná se o velmi dlouhou sbírku (je to jedna z nejdelších knih Starého zákona, má celkem 51 kapitol; mimo jiné dokládá i první zmínku o trojdílném dělení hebrejského kánonu: Zákon – Proroci – Spisy) nejrůznějších naučení, rad a napomenutí na nejrůznější témata každodenního praktického života, jak nabýt moudrosti, jak zachovávat Boží zákon apod. V tomto směru je typickou mudroslovnou knihou, podobně jako knihy Přísloví a Kazatel. I jako tyto mudroslovné knihy se zabývá praktickými otázkami „dobrého života“ a zcela nechává stranou veškerou typicky židovskou tradici dějin spásy. Jedinou výjimku tvoří kapitoly 44 – 50, které obsahují tzv. „Chválu otců“. Zde Sírachovec převypravuje dějiny spásy a vyjmenovává jednoho po druhém jednotlivé významné „otce“, tj. postavy z dějin židovského národa. Nejedná se však o dějiny národa v posvátném smyslu, nýbrž pro Sírachovce tyto postavy slouží jako příklad pro ctnostný a bohabojný život a jako důkaz vysokého (a proto více platného a váženého) věku židovské víry a náboženství. Kniha je zakončena modlitbou díkůčinění, za jeho vedení, pokoj a moudrost.

## Nejen helénistické vlivy v textu
Sírachovec zdůraznil, nebo snad zavedl v textu některá nová témata, která do té doby nebylo možné spatřovat v židovském textu, což nám dnes umožňuje sledovat vlivy helénistické kultury obklopující ze všech stran Izrael té doby. Jedná se o verše pojednávající o lékařském doporučení, o chování při hostině, o cti a hanbě. A určitě i jeho slova o tom, kterak se písař (sófér) vydává na cesty za poznáním cizích zemí a obyčejů, není bez vědomí proměny Izraele té doby snadno představitelná. V textu knihy lze sledovat i paralely s řeckou literaturou, zejména u Herodota I., Sófókla, Euripida i Homéra. Dále jsou patrny stoické vlivy v jeho myšlení, v hymnu na Boží prozřetelnost a v představě harmonické krásy celku lze spatřovat myšlenku známou už od Platóna.
Je důležité zdůraznit, což je ústředním motivem Sírachovcova sdělení, že totiž nejvyšším pramenem moudrosti je Tóra, zákon daný Mojžíšovi od Hospodina.

#### Texty Bible
- Bible kralická a NBK
- Ekumenický překlad
- NET Bible (v angličtině)
- Bible Kralická, Ekumenická, Slovo na cestu